# Malombe
Malombe – jezioro w Malawi, 10 km na południe od jeziora Niasa. Leży 472 m n.p.m., jego długość wynosi 30 km, a szerokość 15 km. Głębokość jeziora sięga 250 metrów. Brzegi są częściowo zarośnięte roślinnością, częściowo zabagnione. Na południowym wschodzie jezioro graniczy z Parkiem Narodowym Liwonde. Przez jezioro przepływa rzeka Shire. 
Według danych FAO w jeziorze Malombe odławia się rocznie 12 100 ton ryb.